# 크러스컬-월리스 검정
윌리엄 크러스컬(William Kruskal) 및 앨런 월리스(W. Allen Wallis)의 이름을 따서 명명된 크러스컬-월리스 검정(Kruskal–Wallis test) 또는 크러스컬-월리스 H 테스트(Kruskal–Wallis H test) 또는 순위별 일원 분산 분석(one-way ANOVA on ranks)은 동일한 분포로부터 표본들에서의 출처 및 유인 여부를 검정하는 비모수 통계 방법이다. 샘플 크기가 같거나 다른 두 개 이상의 독립 샘플을 비교하는 데 사용된다. 두 그룹만 비교하는 데 사용되는 만-휘트니 U 테스트(Mann–Whitney U test)를 확장한다. 크러스컬-월리스 검정(Kruskal–Wallis test)의 모수 등가는 일원 분산 분석(one-way analysis of variance)인 ANOVA이다.

## 같이 보기
- 비모수 통계
- 부호 검정
- 윌콕슨 부호 순위 검정
- 만-위트니 U 검정
- 프리드먼 검정